# カウボーイビバップ (テレビドラマ)
『カウボーイビバップ』（Cowboy Bebop）は、アメリカ合衆国のSFテレビドラマである。日本のテレビアニメ『カウボーイビバップ』の実写化であり、企画はアンドレ・ネメック、脚本はクリストファー・ヨストが担当し、ジョン・チョー、ムスタファ・シャキール、ダニエラ・ピネダ、アレックス・ハッセル、エレナ・サチンらが出演する。2021年11月19日にNetflixで配信開始。

## 内容
銀河中の犯罪者達を追い詰める賞金稼ぎの冒険が描かれる。

## キャストとキャラクター
※括弧内は日本語吹替。

### メイン
- スパイク・スピーゲル - ジョン・チョー（山寺宏一[4]）
- ジェット・ブラック - ムスタファ・シャキール（英語版）（楠大典[4]）
- フェイ・ヴァレンタイン - ダニエラ・ピネダ（林原めぐみ[4]）
- ビシャス - アレックス・ハッセル（若本規夫[4]）
- ジュリア - エレナ・サチン（高島雅羅[4]）
- アントニオ - アーサー・ランフォード（平尾仁彰）
- カルロス - ルイス・ムランダ（峰晃弘）
- ジョビン - ルッツ・ハルプヒューブナ（中博史）

### リカーリング
- エド - エデン・パーキンス（多田葵）
- チャルマーズ - ジェフ・スタルツ
- アナ - タマラ・チュニー（英語版）（一城みゆ希[5]）
- グレン - メイソン・アレクサンダー・パーク（英語版）（堀内賢雄[4]）
- マオ - レイチェル・ハウス（英語版）（磯辺万沙子[4]）
- シン - アン・トルーオン（朴璐美[4]）
- リン - ホア・ザンデ（緑川光[4]）
- アシモフ - ヤン・ウッディン（西凛太郎[5]）
- カテリーナ - リディア・ペッカ（日野由利加[5]）

この他にアインが登場する。アインは二匹の俳優犬によって演じられる。

## 製作

### 企画
2017年6月6日、マーティ・アデルスタインのトゥモロー・スタジオによりテレビドラマ版が企画中であることが報じられた。シリーズの脚本家としてクリストファー・ヨストが起用された。2018年11月27日、Netflixによって配信されることが発表された。

### キャスティング
2019年4月4日、『バラエティ』はジョン・チョーがスパイク・スピーゲル役、ムスタファ・シャキールがジェット・ブラック役、ダニエラ・ピネダがフェイ・ヴァレンタイン役、アレックス・ハッセルがビシャス役でキャスティングされたことを報じた。2019年8月22日、エレナ・サチンがジュリア役でキャスティングされたことが発表された。2020年11月19日、『Deadline Hollywood』はジェフ・スタルツがチャルマーズ役、タマラ・チュニーがアナ役、メイソン・アレクサンダー・パークがグレン役、レイチェル・ハウスがマオ役、アン・トルーオンがシン役、ホア・ザンデがリン役でキャスティングされたことを報じた。
日本語吹替は原作となるテレビアニメ版と同一のキャストが採用された。ただし、担当声優が故人であったため、ジェット・ブラック役は石塚運昇から楠大典へと、カルロス役は中嶋聡彦から峰晃弘へと変更されている。
企画者のアンドレ・ネメックはより豊かなストーリーを構築することができるために、アニメのキャラクターよりも年上の俳優をキャスティングするしたと語っている。
「失恋したカウボーイを演じるとしたら、それは普通20代の話ではない」とネメックは説明する。「カウボーイの苦労を背負うにはまだ早い年齢だが。登場人物に感情移入し、彼らを追いかけて一緒に暮らしたいと思うためには、彼らの魂に本当に深い人生経験が必要だということがはっきりしたんだ。そして、それはジョンがもたらしたものだったのだ。」
ジョン・チョーの起用について、アニメファンは当初、年齢の違いを理由に反発していたが、ネメックは年齢を上げるという選択を熱心に擁護している。「ジョン・チョー以外にスパイク・スピーゲルを演じられる人がいるとは思わない。ジョンはキャラクターに深みを与えてくれる。頭の回転が速いんだ。彼はスパイク・スピーゲルのように言葉少になることもできる。アニメでは、本当の意味でのアンニュイや劇的な痛みがあったので、やはりジョンのような深みのある人物が必要だったのだと思う。アニメの中では、若いバージョンを演じることは大丈夫だ。しかし、今日の世界や実写では、俳優はそのようなエッセンスを持ち合わせていることが必要だ。そのためには、より成熟した俳優が必要だったのだ。」

### 撮影
2019年10月、チョーの膝の怪我により撮影は初期段階で中断され、製作は半年以上遅れる見込みとなった。Netflix側は予定通りに撮影を終えるためにチョーの代役を立てることはしなかった。2020年4月17日、1話あたり1時間構成となり、また第2シーズンの脚本執筆が決まっていることが発表された。2020年5月19日、SyFy Wireのインタビューに応じたアデルスタインはその時点で3話分が完成しており、チョーが膝を怪我する前に少なくとも6話分を撮影していたことを明かした。また同じインタビューでテレビアニメの監督である渡辺信一郎がクリエイティブ・コンサルタントとしてテレビドラマ版に関わることが明かされた。2020年9月30日、ニュージーランド政府が国内でのCOVID-19によるシャットダウン後の製作続行に許可を出したことにより製作は再開された。2021年3月15日に撮影は正式に完了した。同年6月8日に原作と同じく菅野よう子が音楽担当を務めることが発表された。

### その他
アニメ版で脚本構成を務めた信本敬子は、第一回目「カウボーイ・ゴスペル」のアソシエイト・プロデューサーを担当した。

## マーケティング
2019年10月、アインの視点でセットやメインキャストを見せる動画がNetflixより公開された。動画ではオリジナルシリーズの音楽と「See You Space Cowboy...」というフレーズが使われた。

## 公開
当初は2020年内の配信開始が予定されていたが、チョーの怪我やCOVID-19パンデミックの影響で2021年公開に延期された。
2021年11月19日にシーズン1の配信を開始したが、評価は振るわなかったこともあってか、同年12月に配信から1か月足らずでシーズン1での打ち切りを決定したことが報じられた。打ち切りが決まったことについてはキャストやスタッフから落胆の声があがったほか、一部のファンは製作継続を求める署名活動を行った。

## 各話リスト
| 話数 | サブタイトル 英題                         | 備考 |
| ---- | ----------------------------------------- | ---- |
| 1    | カウボーイ・ゴスペル Cowboy Gospel        |      |
| 2    | ヴィーナス・ポップ Venus Pop              |      |
| 3    | ドッグ・スター・スウィング Dog Star Swing |      |
| 4    | カリスト・ソウル Calisto Soul             |      |
| 5    | ダーク・サイド・タンゴ Darkside Tango     |      |
| 6    | バイナリー・ツーステップ Binary Two-Step  |      |
| 7    | ガリレオ・ハッスル Galileo Hustle         |      |
| 8    | 哀しきピエロのゴーゴー Sad Clown A-Go-Go  |      |
| 9    | ブルー・クロウ・ワルツ Blue Crow Waltz    |      |
| 10   | スーパーノヴァ交響曲 Supernova Symphony   |      |

## 関連作品
英語の本、画集、コミックスがある。
小説『Cowboy Bebop: A Syndicate Story: Red Planet Requiem』
Sean Cummingsにより、前日譚が描かれる。2021年11月23日発売。
画集『Cowboy Bebop: Making the Netflix Series』
コンセプトアート、舞台裏の写真などを収録。2022年6月21日発売。
コミックス『COWBOY BEBOP: THE COMIC SERIES』
ストーリー：Dan Watters / 作画：Lamar Mathurin

全4巻。第1巻は2022年1月発売予定、全4巻をまとめたペーパーパックは2022年5月発売予定。
第1話: カバーアート：Artgerm (Stanley Lau) / バリアントカバー：Afu Chan、Claudia Ianniciello、Yishan Li.
すべての話ごとに色々なカバーアーティストとバリアントカバーアーティストがいる。